# Mythimna chiangmai
Mythimna chiangmai là một loài bướm đêm trong họ Noctuidae.